# 三角楣饰

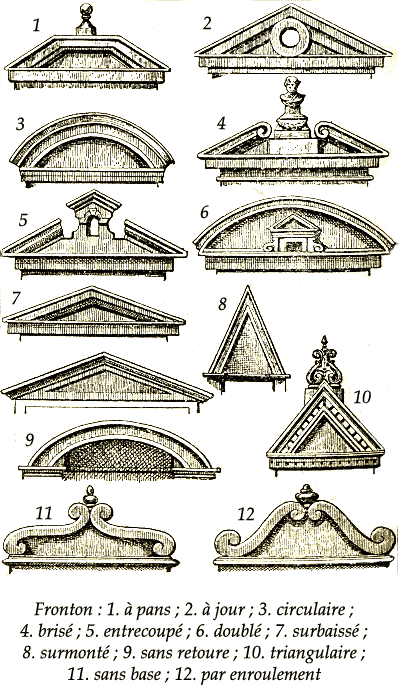
山頭的各種造型

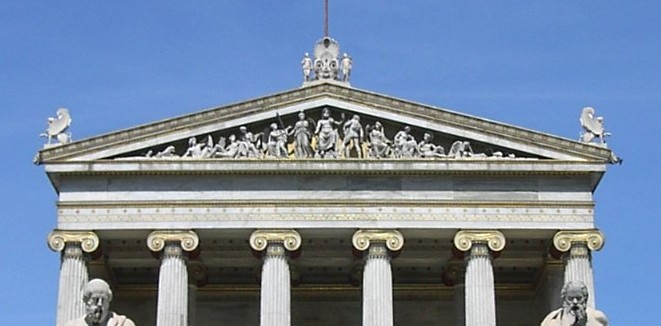
三角楣饰

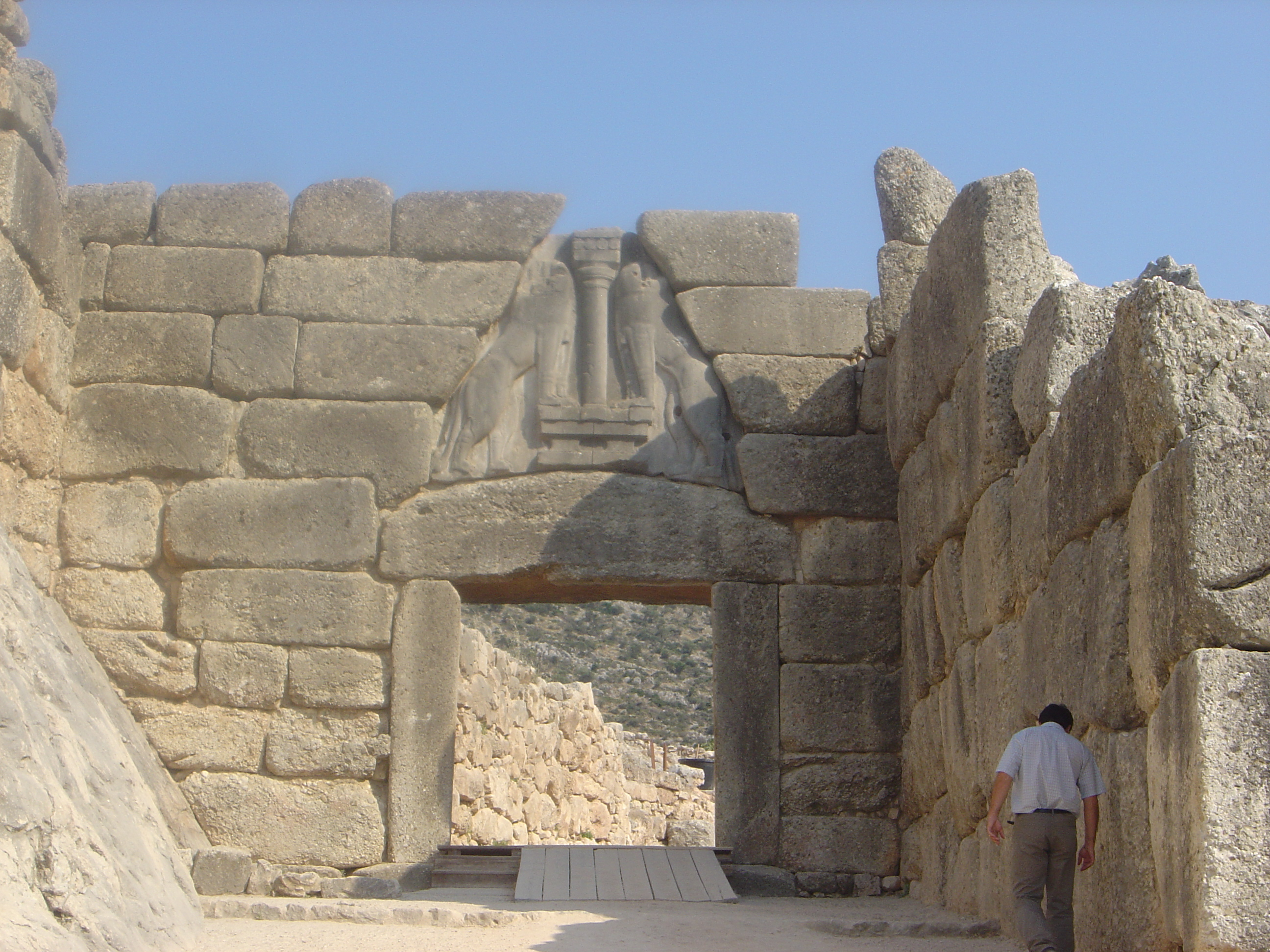
迈锡尼時代的狮门

三角楣，又称山花、山頭，是希腊罗马时代和文艺复兴时期常用的建筑横梁上一种三角形的装饰形式，由柱子或壁柱支撑。它起源于迈锡尼时代的狮门形式，希腊时代在神庙上的这一三角形空间中刻上浮雕进行装饰。除了裝飾外，也有遮擋屋頂的作用。
三角楣饰最为知名的实例之一是古希腊的帕提农神庙。

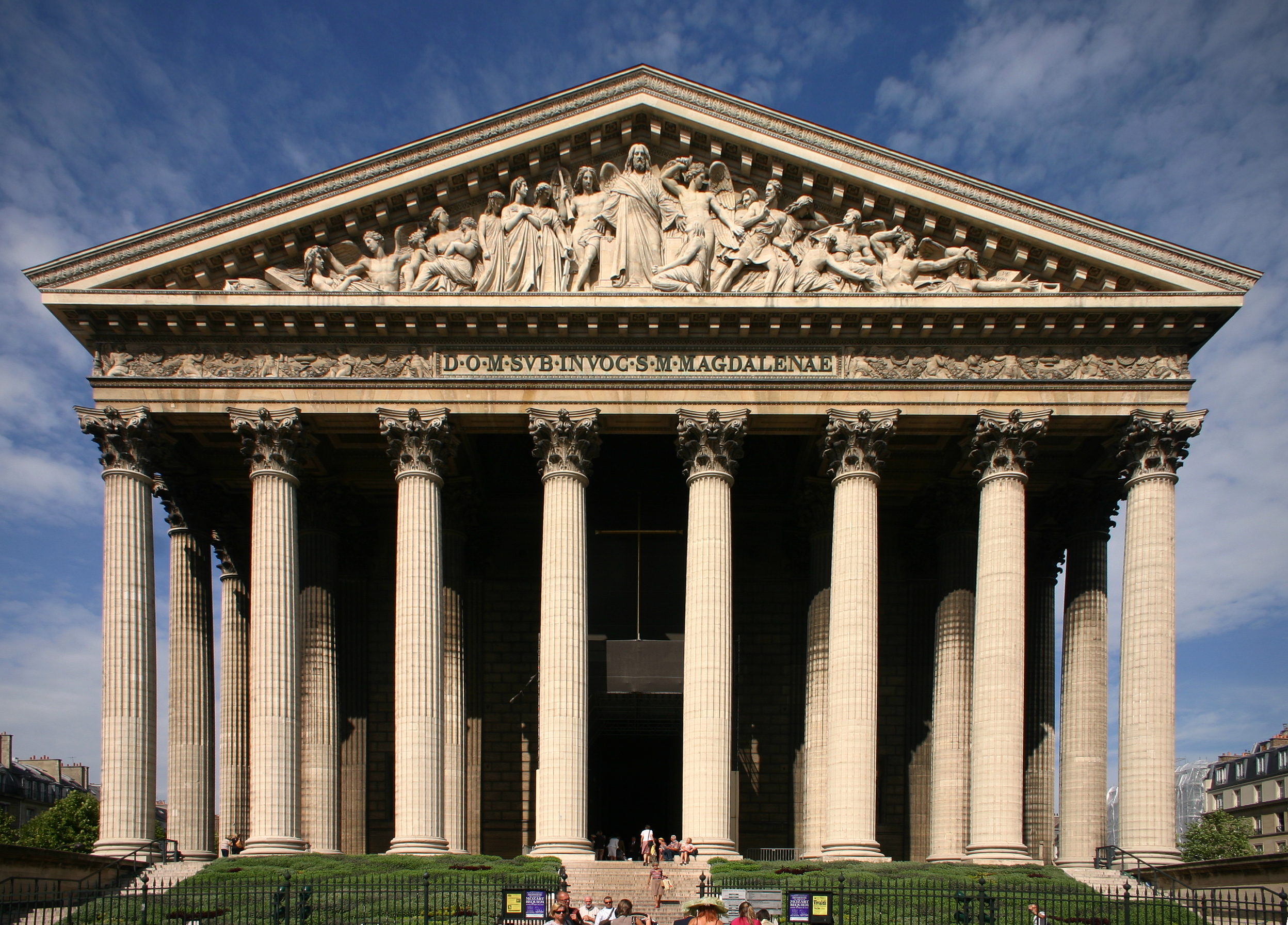
位于巴黎的马德莱娜教堂
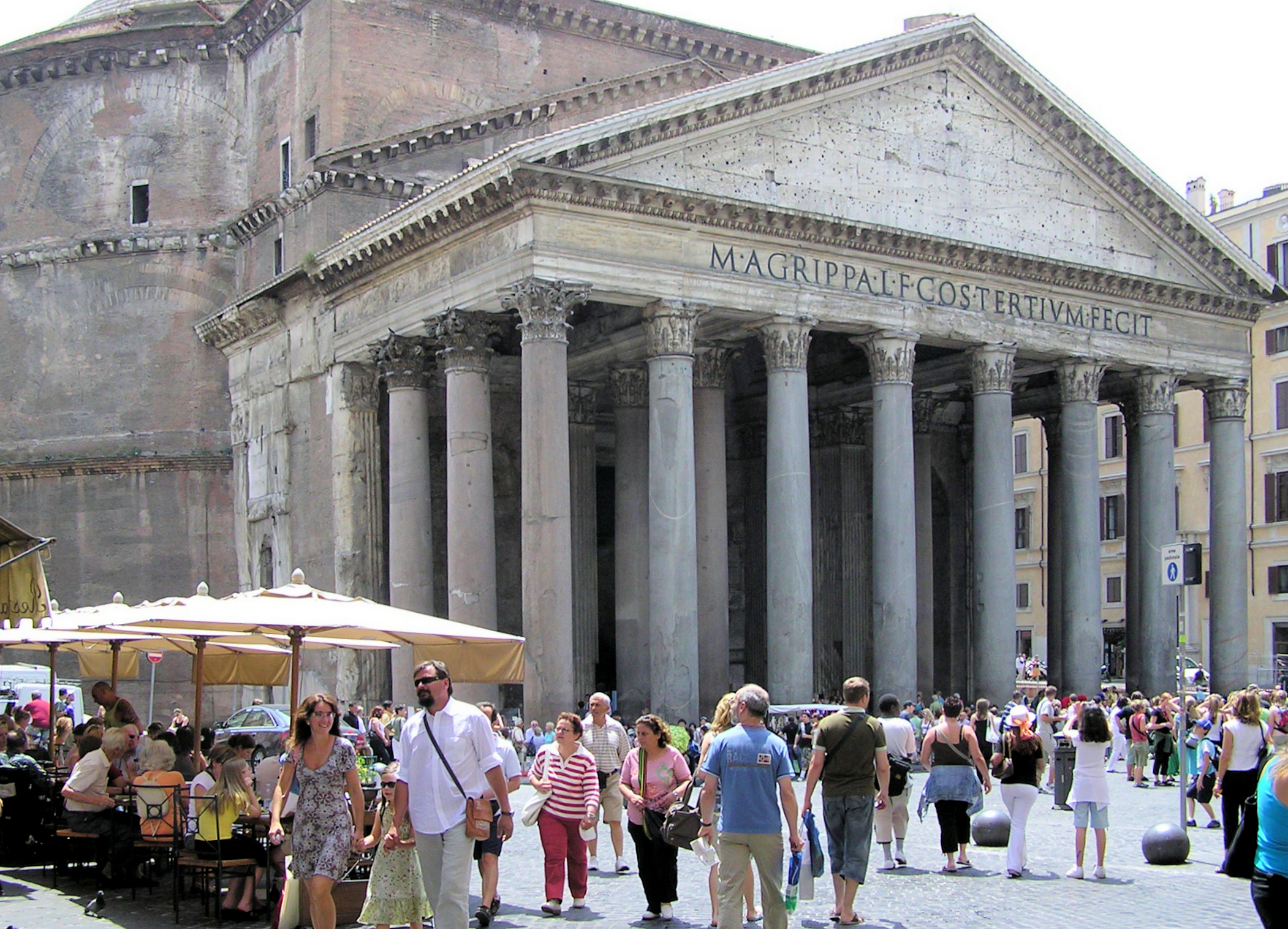
位于罗马的万神庙

## 外部連結
- Chisholm, Hugh (编). .  (第11版). London: Cambridge University Press. 1911.